# Lambayeque (ville)
Pour les articles homonymes, voir Lambayeque.
Lambayeque est une ville et un district de la côte nord du Pérou, capitale de la province de Lambayeque. Elle abrite deux importants musées archéologiques, le Musée des Tombes royales de Sipán et le Musée archéologique Brüning.

## Galerie d'images

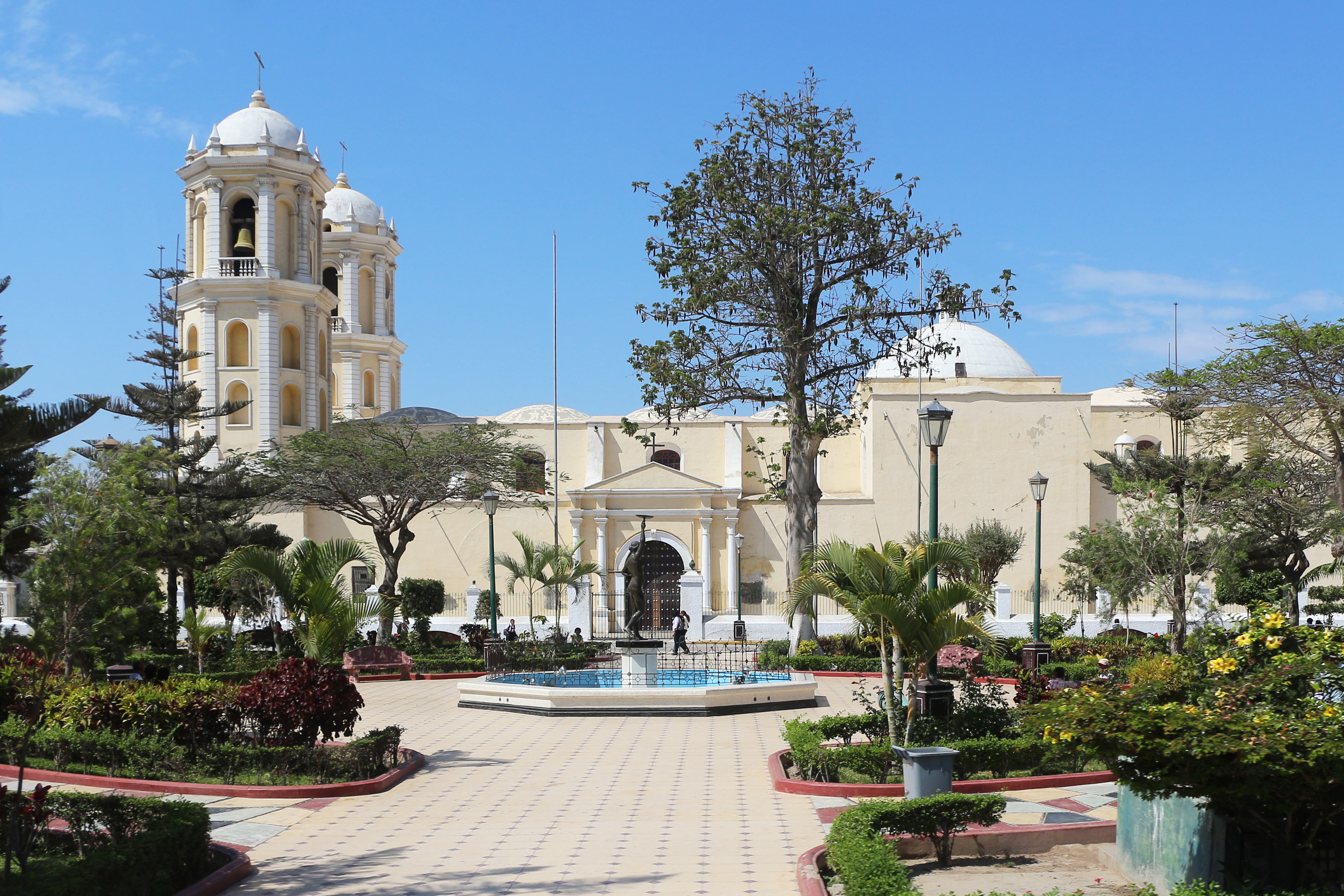
Cathédrale et Plaza de Armas de Lambayeque.
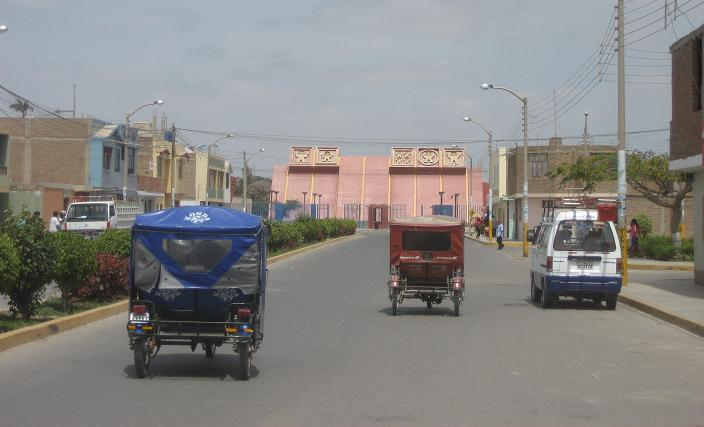
Une rue de Lambayeque menant au musée « Tumbas Reales ».
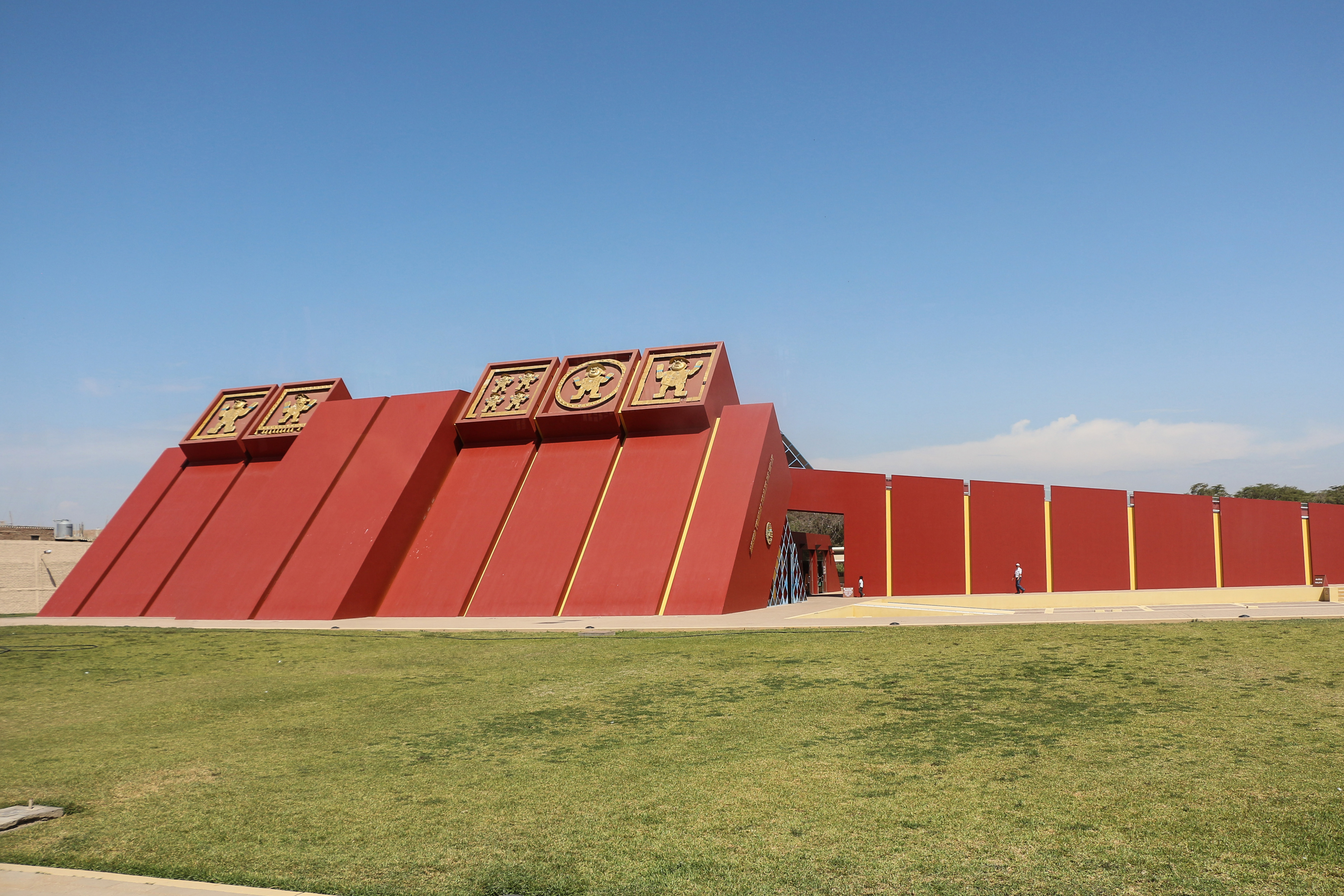
Musée des Tombes royales de Sipán
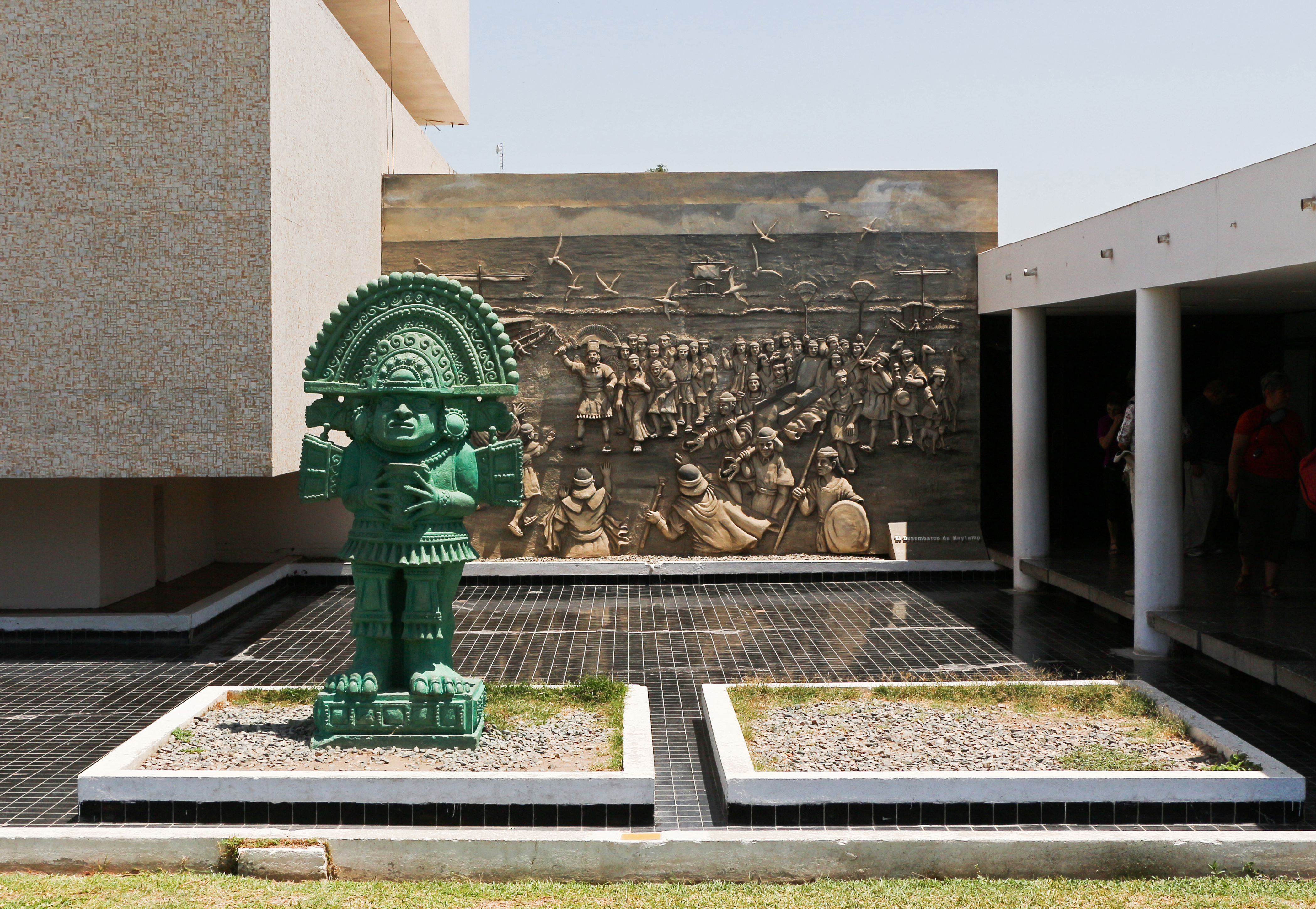
Musée Brüning